# 三角座13
三角座13，又名BD+29 423，HD 15335、SAO 75391、HR 720，是三角座的一颗恒星，视星等为5.89，位于銀經146.89，銀緯-28.37，其B1900.0坐标为赤經2h 22m 56.3s，赤緯+29° -28.37′ 55″。